# Nationaal park Forollhogna
Het nationaal park Forollhogna (Noors: Forollhogna nasjonalpark) is een nationaal park in het oosten van Noorwegen. Het park ligt op de grens van de fylker Trøndelag en Hedmark. Het park is genoemd naar de berg Forollhogna, met een hoogte van 1.332 meter het hoogste punt in de wijde omgeving. Het staat bekend om zijn populatie wild rendier, een van de laatste in Scandinavië.